# Piefke und Pafke und die Jungs aus der Dunkelkammer
Piefke und Pafke und die Jungs aus der Dunkelkammer war eine Band zur Zeit der Neuen Deutschen Welle.
Die Gruppe bestand aus den Musikern Manfred Wieczorke und Detlev Schmidtchen, beide Mitglieder der deutschen Artrock-Band Eloy, sowie dem Texter und späteren magaScene Hannover-Verleger Reinhard Stroetmann. Ihre 1982 ursprünglich beim hannoverschen Undergroundlabel GeeBeeDee veröffentlichte erste Single, … und es geht ab, war eine Parodie auf die Neue Deutsche Welle, mit der sie die schnell einsetzende Verflachung und Kommerzialisierung dieses Genres satirisch darstellten. Nach einer Neuveröffentlichung durch die Teldec wurde die NDW-Parodie ihrerseits zu einem kommerziellen Erfolg und erreichte im Januar 1983 Platz 58 in den deutschen Singlecharts.
Mitte 1983 veröffentlichten Piefke und Pafke eine weitere Single mit dem Titel Auf in die Galaxien, ehe die Bandmitglieder wieder ihrer eigenen Wege gingen.
Unter dem (bereits seit 1971 geführten) Kabarett-Projektnamen Arbeitstitel Knochen haben dann noch Reinhard Stroetmann und Peter Frese 1983 die Single „Am Strand, am Strand“ aufgenommen.
Im Jahr 2008 coverten Welle: Erdball die 1982er Single und veröffentlichten sie als „Und es geht ab (C 64)“ auf der Maxi-CD „Ich bin aus Plastik“.

## Diskographie
- … und es geht ab / Format (1982, GeeBeeDee)
- … und es geht ab / Format (1982, Teldec) (auch in grünem Vinyl)
- Auf in die Galaxien / Die Lottozahlen (1983, Teldec)

Arbeitstitel Knochen
- Wenn einer eine Reise macht / Die Ballade vom Freizeitcowboy (1972, Lava) (mit Cake Walkers Jazzband)[2]
- Teutonische Lieder zum Abgewöhnen (LP, 1972, Lava)
- Knorpelgesänge und Knochenbrecher (LP, 1977, Lava)
- Super-Mann kehrt wieder heim … / Raucherblues 7" (1979, Lava)
- Es war einmal / - (1980, Lava)
- Natürlich haben wir nichts gegen Krüppel (LP, 1980, Lava)
- Am Strand, am Strand / Oh Ilse (1983, WEA)